# Zelzate
Zelzate é um município belga localizada na província de Flandres Oriental. O município é constituído apenas pela vila de Zelzate. Em 1 de Janeiro de 2006, o município tinha uma população de 12. 176 habitantes, uma área total de 13,71 km² e uma correspondente densidade populacional de 888 habitantes por km².
Zelzate está dividida em duas partes pelo Canal Ghent-Terneuzen. Aqui há uma ponte móvel de betão e um túnel para ligar os dois lados. Zelzate é conhecida por ter na proximidade indústria poluidora que faz dela segundo os ecologistas uma das poluídas de toda a Bélgica e com a pior qualidade de ar do país. Recentente uma das fábricas fez um enorme investimento , tendo a emissão de ar poluente diminuído 90%.

## Mapa

Mapa do município, mostrando as localidades vizinhas.

De gemeente Zelzate grenst aan volgende deelgemeenten:
- a. Assenede
- b. Ertvelde (Evergem)
- c. Ghent
- d. Sint-Kruis-Winkel (Ghent)
- e. Wachtebeke

## Evolução demográfica
- Fonte:NIS - 1980=População a 1 de janeiro

## Cidades gémeas
- Aubenas (França)
- Cesenatico (Itália)
- Delfzijl (Países Baixos)
- Schwarzenbek (Alemanha)
- Sierre (Suíça)